# Vojkoviće
Vojkoviće (en serbe cyrillique : Војковиће) est un village de Serbie situé sur le territoire de la Ville de Novi Pazar, district de Raška. Au recensement de 2011, il comptait 25 habitants.

## Démographie
| 1948 | 1953 | 1961 | 1971 | 1981 | 1991 | 2002 | 2011 |
| ---- | ---- | ---- | ---- | ---- | ---- | ---- | ---- |
| 157  | 173  | 189  | 155  | 121  | 54   | 36   | 25   |

|  |